# Gianni Morbidelli
Pour les articles homonymes, voir Morbidelli (homonymie).
Gianni Morbidelli, né le 13 janvier 1968 à Pesaro (Italie), est un pilote automobile italien. Il a notamment participé à 67 Grands Prix de Formule 1 entre 1990 et 1997.

## Biographie

### Ses débuts
Gianni est le fils de Giancarlo Morbidelli qui vient de fonder la marque de moto Morbidelli. En conséquence le jeune Gianni vit au milieu des motos de compétition que son père engage en championnat du monde dans les années 1970. Sa carrière en sport automobile débute comme souvent par du karting. Il devient vice-champion du monde junior en 1982. Trois ans plus tard, il remporte la Coupe EUR-AM et termine à la troisième place du championnat asiatique. Il s'engage dans le championnat d'Italie de Formule 3 en 1987. Il remporte sa première victoire la saison suivante, et remporte le titre en 1989 avec 6 victoires.

### La Formule 1
La Scuderia Ferrari l'engage en 1990 en tant que pilote-essayeur. Il profite même de l'absence d'Emanuele Pirro, malade, pour disputer les deux premiers Grands Prix de la saison, à Phoenix (non-qualifié) et à Interlagos (14e), avec Dallara-Scuderia Italia. Parallèlement aux essais avec Ferrari, il est engagé dans le championnat de F3000. Il termine 3e à Pau et remporte sa première victoire à Enna-Pergusa, là même où il avait décroché sa première victoire en F3. En fin de saison, il remplace Paolo Barilla chez Minardi au Japon et en Australie, ce qui lui permet de décrocher sa place en tant que pilote-titulaire avec l'écurie italienne en 1991, désormais motorisée par le V12 Ferrari, en plus de son poste de pilote-essayeur chez Ferrari.
La saison 1991 sera malgré cela difficile, sa monoplace n'étant que peu performante et surtout pas fiable. Il termine néanmoins 8e au Brésil puis 7e à Mexico. Alain Prost limogé par Ferrari au soir du Grand Prix du Japon, Gianni Morbidelli le remplace en Australie. Qualifié 8e, il est 6e avant que la course ne soit définitivement interrompue à cause de la pluie. La moitié des points étant attribuée, il termine le championnat 1991 avec un demi-point.
Il repart en 1992 avec Minardi, associée à Lamborghini. La saison ne sera guère plus concluante, ses meilleurs résultats étant une 7e place au Brésil et une 8e place en France. Sans sponsor majeur, il ne réussit pas à conserver sa place en Formule 1 et est contraint de se replier sur le championnat d'Italie des voitures de tourisme, avec Alfa Romeo.
Il effectue son retour dans la discipline reine en 1994, chez Arrows, l'écurie dirigée par Jackie Oliver. Il abandonne à douze reprises, mais termine dans les points en Allemagne (5e) et à Spa (6e).
Il ne dispute qu'une partie de la saison 1995, remplacé malgré sa 6e place au Canada par son compatriote Max Papis du Grand Prix de Grande-Bretagne au Grand Prix d'Europe, au Nürburgring. Il patiente jusqu'au Grand Prix du Pacifique en s'engageant à nouveau dans le championnat de voitures de tourisme et remporte deux victoires, toujours à Enna-Pergusa. Abandonnant à Aida et à Suzuka, il réalise l'exploit de terminer à la 3e place du Grand Prix d'Australie, profitant de l'abandon des favoris, mais terminant à deux tours sur vainqueur du jour, Damon Hill. Sans volant en 1996, il devient pilote-essayeur et réserviste de l'équipe Jordan et participe en parallèle à trois manches du championnat d'Italie de voitures de tourisme avec BMW.
En 1997, il redevient pilote-essayeur Ferrari et est appelé par Sauber, motorisée par Ferrari, après le Grand Prix de Monaco pour remplacer Nicola Larini. L'expérience sera mitigée, Morbidelli se fracturant le bras avant le Grand Prix de France. Remplacé par l'argentin Norberto Fontana, il revient en Hongrie, mais ne parviendra jamais à terminer dans les points. Mal rétabli, il laissera de nouveau son baquet à Fontana pour le dernier Grand Prix de l'année, à Jerez.

### Après la Formule 1

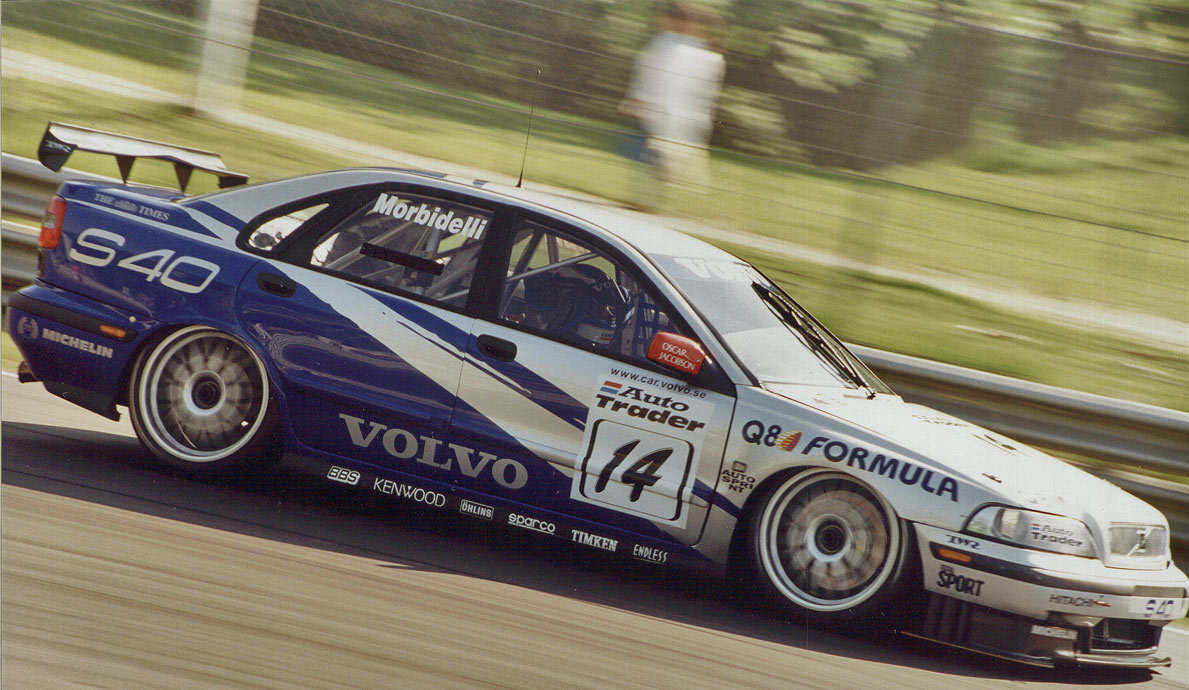
Gianni Morbidelli sur une Volvo S40 à Brands Hatch en 1998 en BTCC

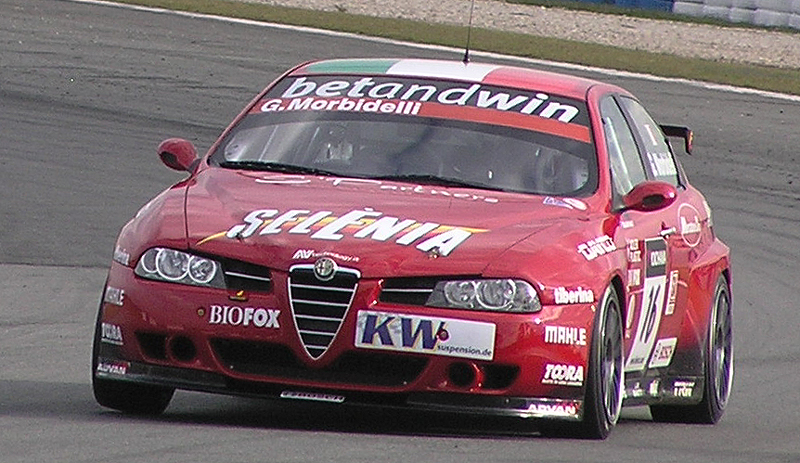
Gianni Morbidelli sur une Alfa Romeo 156 à Curitiba, en WTCC en 2006

L'expérience Sauber restera la dernière pour Gianni en Formule 1. Il participe en 1998 au championnat BTCC avec une Volvo S40 du team TWR, avant de s'engager dans le championnat EUROSTC en 2000 à nouveau chez BMW et de remporter cinq victoires, terminant le championnat à la 3e place. Il en remportera une autre en 2001 à Estoril. En 2002, il ne dispute que quatre courses dans le championnat ETCC avec une BMW du team néerlandais Carly, participe à l'American Le Mans Series et à quatre autres courses dans le Super Challenge Diesel avec Seat (1 victoire aux 2h de Varano). Il revient dans le championnat ETCS en 2003 avec Seat Italie. En 2004, il dispute six courses dans le championnat du monde FIA GT avec une Ferrari. Il participe à deux autres courses de ce championnat en 2005, à Brno avec une Lamborghini et aux 24 heures de Spa avec une Ferrari. En 2006, il participe au championnat du monde des voitures de tourisme avec Alfa Romeo, il parviendra à monter à deux reprises sur le podium et termine quatorzième du championnat. Il participe dès 2008 au tout nouveau Speedcar Series, championnat de stock car asiatique, qu'il remporte en 2009.
Il revient en WTCC en 2014 au volant d'une Chevrolet Cruze privée et remporte sa première victoire à l'occasion du meeting du Hungaroring.

## Résultats en championnat du monde de Formule 1
| Saison | Écurie                               | Châssis          | Moteur          | Pneus    | GP disputés | Points inscrits | Classement |
| ------ | ------------------------------------ | ---------------- | --------------- | -------- | ----------- | --------------- | ---------- |
| 1990   | BMS Scuderia Italia SCM Minardi Team | Dallara 190 M190 | Cosworth V8     | Pirelli  | 3           | 0               | n.c.       |
| 1991   | Minardi F1 Team Scuderia Ferrari SpA | M191 643         | Ferrari V12     | Goodyear | 16          | 0,5             | 24e        |
| 1992   | Minardi F1 Team                      | M191B M191L M192 | Lamborghini V12 | Goodyear | 15          | 0               | n.c.       |
| 1994   | Footwork Ford                        | FA15             | Cosworth V8     | Goodyear | 16          | 3               | 22e        |
| 1995   | Footwork Hart                        | FA16             | Hart V8         | Goodyear | 10          | 5               | 14e        |
| 1997   | Red Bull Sauber Petronas             | C16              | Petronas V10    | Goodyear | 7           | 0               | n.c.       |